# Šigefumi Mori
Šigefumi Mori (japonsky 森 重文, Mori Šigefumi; * 23. února 1951 Nagoja, Japonsko) je japonský matematik. Je znám především díky práci v oblasti algebraické geometrie, konkrétně díky klasifikaci algebraických variet. Je nositelem Fieldsovy medaile za rok 1990.